# Raúl Emeal
Raúl Florio Emeal (16 de enero de 1916, Buenos Aires, Argentina) fue un exfutbolista argentino.

## Biografía
Puntero izquierdo. Ganó un título (Campeonato 1940 con Boca Juniors). Surgido de Ferro Carril Oeste, en donde formó una delantera llamada "La Pandilla", junto a Maril, Borgnia, Sarlanga y Gandulla, junto a estos dos llegó a Boca en 1940 (previo paso por Vasco da Gama junto al Nano Gandulla en 1939).
Un puntero hábil y rápido, se entendía de maravillas con Jaime Sarlanga y Bernardo Gandulla. Tuvo un buen rendimiento en el año del título. En 1943, ya que Boca había traído a Severino Varela, regresó a Ferro junto con su inseparable compañero Gandulla.
- Datos: Q6101168